# Kleine Entente

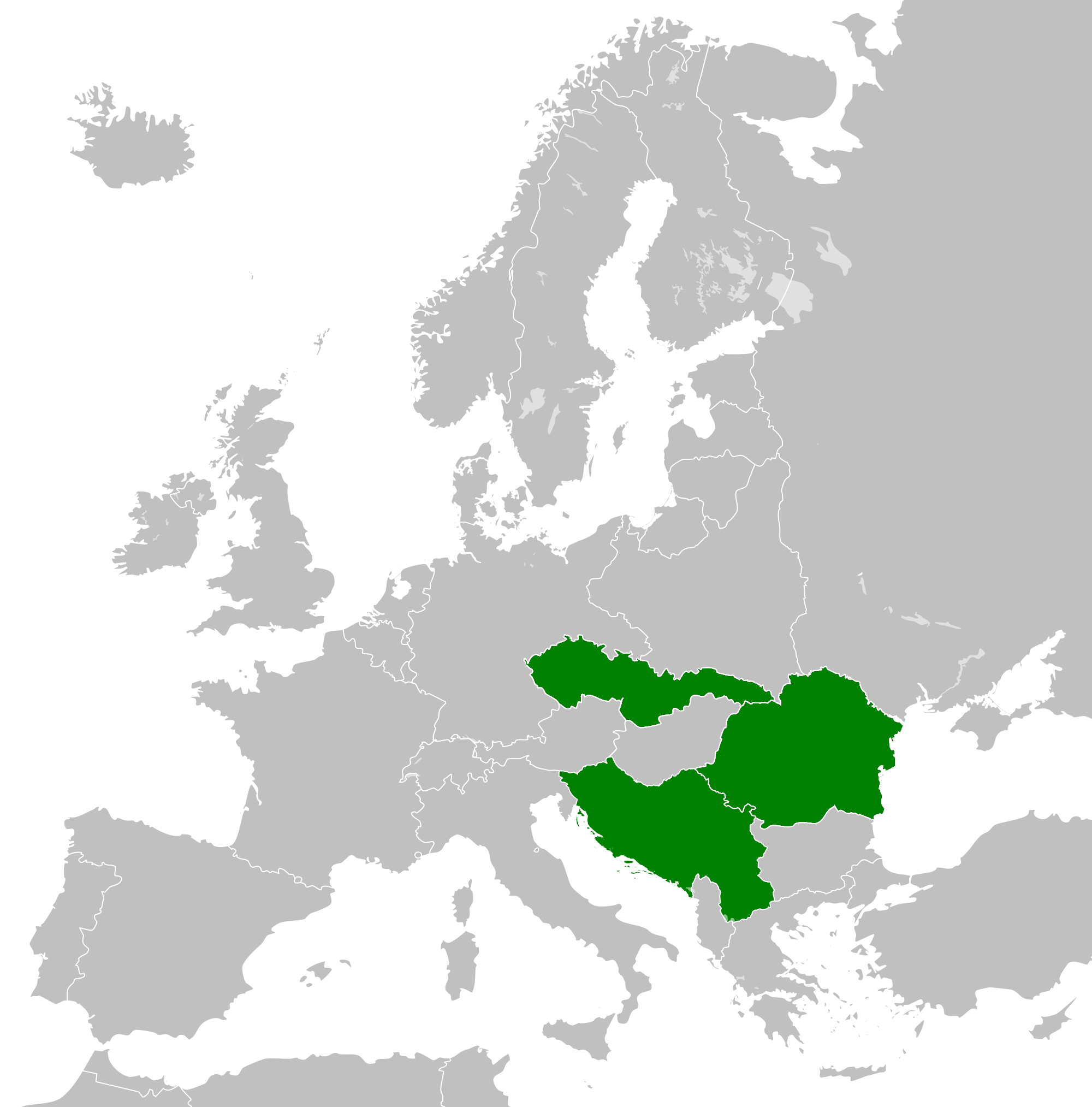
Karte der Kleinen Entente

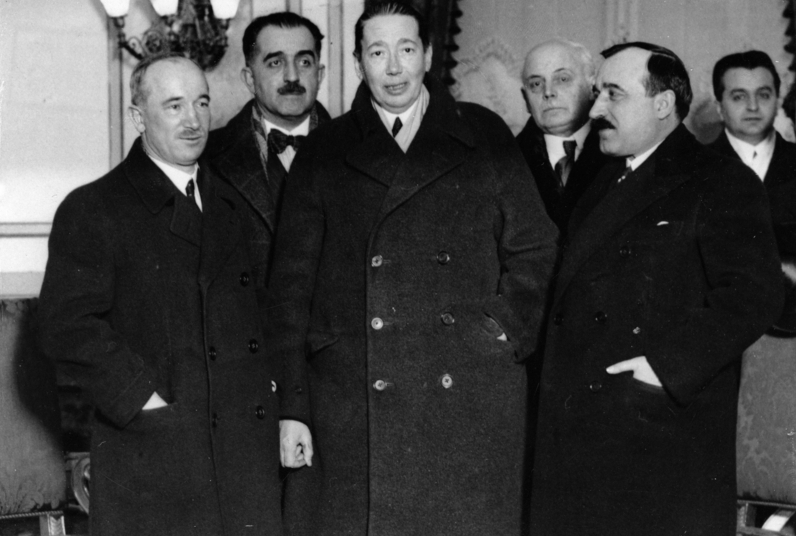
Konferenz der Kleinen Entente in Belgrad im Jahr 1932. Von links nach rechts: Edvard Beneš (cs), Nicolae Titulescu (ro) und Bogoljub Jevtić (yu)

Als Kleine Entente wird das nach dem Ersten Weltkrieg entstandene politische und militärische Bündnissystem zwischen der Tschechoslowakei, Jugoslawien und Rumänien bezeichnet, das von 1920 bis 1938 bestand. Es umfasste eine Reihe von bilateralen Defensivbündnissen zwischen der Tschechoslowakei, Rumänien und Jugoslawien in der Zwischenkriegszeit. Ziel der Bündnisse war, die ungarischen, aber auch die bulgarischen und italienischen Revisionsforderungen abzuwehren.

## Entstehung und Wirken
Das Bündnissystem richtete sich vor allem gegen Ungarn, das im Friedensvertrag von Trianon 1920 große Gebiete an die Tschechoslowakei, Rumänien und Jugoslawien abtreten musste, und zwar die Slowakei (vgl. Oberungarn) an die Tschechoslowakei, Siebenbürgen an Rumänien sowie Kroatien und die Vojvodina an Jugoslawien. Ungarn verlor dadurch 59 % seines Territoriums und 68 % seiner Bevölkerung. Damit gerieten auch etwa drei Millionen Ungarn, die in den abgetretenen Gebieten lebten, unter fremde Herrschaft. Regierung und Bevölkerung Ungarns hielten trotz der Regelungen des Vertrages von Trianon an der Identität ihres verkleinerten Staates mit dem Königreich Ungarn fest. Anfangs wurde noch die Wiederherstellung der territorialen Integrität Alt-Ungarns  gefordert. Nach 1930 änderte Ungarn seine Revisionspolitik und forderte eine Grenzkorrektur im Rahmen des Selbstbestimmungsrechts der Völker.
Am Anfang des Paktsystems stand ein Bündnis zwischen der Tschechoslowakei und Jugoslawien. Edvard Beneš hatte es bereits Ende 1919 der jugoslawischen Regierung angeboten. Am 14. August 1920 wurde das auf zwei Jahre terminierte Defensivbündnis geschlossen. Die Vertragspartner sicherten sich darin Beistand für den Fall unprovozierter Angriffe Ungarns zu. Eine Militärkonvention vom 1. August 1921 regelte die für den Bündnisfall vorgesehenen Maßnahmen. Die Tschechoslowakei hatte auch Rumänien zum Beitritt aufgefordert, das jedoch wegen der tschechisch-polnischen Auseinandersetzungen um Teschen zögerte und nur ein vorläufiges Protokoll unterzeichnete. Im April 1921 schlossen Tschechoslowakei und Rumänien schließlich ein Bündnis. Diese Verträge sollten Ungarn international isolieren. Es folgte im Juni 1921 ein Pakt zwischen Rumänien und Jugoslawien, der sich gegen Bulgarien richtete.
Frankreich hatte mit der Ablehnung des Versailler Vertrags durch den Senat der Vereinigten Staaten, der sich nicht an ein multilaterales Allianzsystem binden wollte, seine militärische Rückendeckung durch die USA verloren, die nach dem Ersten Weltkrieg zu einer isolationistischen Politik zurückkehrten. Vor allem aber hatte Frankreich seinen russischen Bündnispartner durch die Oktoberrevolution verloren. So sah sich die französische Diplomatie veranlasst, Ersatz zu schaffen. Die Kleine Entente war ein wichtiger Baustein französischer Sicherheitspolitik in Europa zur Aufrechterhaltung des nach dem Ersten Weltkrieg neu geschaffenen Staatensystems. Sie sollte den Status quo im Donauraum sichern. Dieser war auch durch den deutschen Revisionismus bedroht, der auf einen Anschluss Deutsch-Österreichs an Deutschland aus war. Polen hatte für Frankreich wegen seines Bündnisvertrages mit der Tschechoslowakei (1924) eine besondere Bedeutung. Es in das Bündnissystem der Kleinen Entente als assoziiertes Mitglied zu integrieren gelang jedoch nicht.
Die Kleine Entente richtete sich auch gegen eine Restauration der Habsburgermonarchie. Der erste Rückkehr-Versuch des Ex-Kaisers Karl I. wurde am 5. April verhindert. Die Staaten der Kleinen Entente hatten Ungarn Ultimaten gestellt, die von Italien unterstützt wurden. Auch der zweite Restaurationsversuch Ende Oktober 1921 scheiterte an einer militärischen Interventionsdrohung und an einem Ultimatum der Pariser Botschafterkonferenz. Karl I. wurde schließlich von der Nationalversammlung Ungarns aller Rechte auf die Stephanskrone für verlustig erklärt.
Seit 1922 fanden regelmäßige Konferenzen der Bündnispartner statt, auf denen nicht nur militärische, sondern auch über gegenseitige diplomatische Unterstützung und Zusammenarbeit auf den Gebieten von Wirtschaft, Finanzen und Verkehr beraten wurde. In der Folgezeit wurde versucht, das Bündnissystem auf die ehemaligen Kriegsgegner auszuweiten. Am 17. Februar 1924 wurde der sogenannte Pakt von Rom zwischen Jugoslawien und Italien zur friedlichen Beilegung des Rijeka-Konfliktes geschlossen, am 24. März 1924 ein Vertrag zwischen den Staaten der Kleinen Entente und Ungarn, am 16. September 1926 ein italienisch-rumänischer Freundschaftsvertrag.

## Krise
Die Kleine Entente war wegen der Rivalitäten zwischen den teilnehmenden Staaten kein stabiler Zusammenschluss. Ihre militärischen Kräfte waren defensiv angelegt, was die Glaubwürdigkeit der Bündniszusagen an die anderen Länder erschütterte. Frankreichs Kräfte waren für eine wirkungsvolle Unterstützung der Verbündeten im Osten zu gering, seine Finanzkraft nicht stark genug, um den Wiederaufbau derart zu unterstützen, dass sich daraus eine dauerhafte Bindung ergeben hätte. Die Kleine Entente wurde aus französischer Sicht kein Ersatz für Russland und kein Ausgleich für die Distanz der USA und Großbritanniens. Sie störte gar zusätzlich die britischen Aktivitäten in Südosteuropa, was zur Entfremdung zwischen Frankreich und Großbritannien beitrug.
Obwohl sich die Staaten der Kleinen Entente am 16. Februar 1933 wegen der Intensivierung der deutschen außenpolitischen Aktivitäten im Donauraum, ermutigt von Frankreich, mit einem neuen Organisationsstatut fester zusammenschlossen, begann sie zu zerfallen, als sich die Mächtekonstellationen änderten. Bereits 1934 schlossen Ungarn, Italien und Österreich einen Konsultativpakt, die Römischen Protokolle, der sich gegen die Kleine Entente richtete. Jugoslawien und Rumänien näherten sich außenpolitisch Deutschland an und vereinigten sich mit Griechenland und der Türkei in der Balkanentente. Mit der Zerschlagung der Tschechoslowakei 1938/1939 zerbrach auch die Kleine Entente.